# Saint-Étienne-de-Montluc
Saint-Étienne-de-Montluc é uma comuna francesa na região administrativa da Pays de la Loire, no departamento de Loire-Atlantique. Estende-se por uma área de 57,57 km². Em 2010 a comuna tinha 7 488 habitantes (densidade: 130,1 hab./km²).